# عدنان منصر
عدنان منصر (منزل كامل, 30 يونيو 1966-)، هو مؤرخ وأستاذ محاضر بكلية الآداب والعلوم الإنسانية بسوسة, ورئيس مكتب رئيس الجمهورية التونسية المنصف المرزوقي والناطق الرسمي باسمه منذ 30 أبريل 2013 حتى 17 سبتمبر 2014.

## المؤهلات
- حاصل على الأستاذية في التاريخ والجغرافيا من دار المعلمين العليا بسوسة في يونيو 1989.
- ناقش في سبتمبر 1990 شهادة الكفاءة في البحث التاريخي، وفي سبتمبر 1991 أحرز على التبريز في التاريخ بكلية العلوم الإنسانية والاجتماعية بتونس.
- قدم وناقش في مايو 2005 ملف التأهيل الجامعي بكلية الآداب والعلوم الإنسانية بسوسة.

## التجربة المهنية
عمل أولا في المعهد العالي لتكوين المعلمين بقربة خلال العام الدراسي 1991 -1992 ثم انتدب مساعدا بالمعهد العالي لتاريخ الحركة الوطنية بتونس فيما بين 1992 و1995 قبل أن يرتقي إلى رتبة أستاذ مساعد. وفي عام 2000 انتقل للعمل بكلية الآداب والعلوم الإنسانية بسوسة. ليرتقي خلال العام 2005-2006 إلى رتبة أستاذ محاضر. وقد تولى في الأثناء رئاسة قسم التاريخ فيما بين 2002 و2005، وتولى خلال العام 2007-2008 رئاسة لجنة الماستير لمادة التاريخ بنفس الكلية.

## الحياة السّياسية
عين عضوا في الهيئة العليا لتحقيق أهداف الثورة والإصلاح السياسي والانتقال الديمقراطي، ثم استقال منها في يونيو 2011، ليتقدم في 23 أكتوبر 2011 كمترشح عن دائرة المنستير في انتخابات المجلس التأسيسي كرئيس قائمة طريق السلامة للائتلاف الديمقراطي لعبد الفتاح مورو. 

عين مستشارا ورئيس مكتب رئيس الجمهورية التونسية المنصف المرزوقي والناطق الرسمي باسمه منذ 30 أبريل 2013.

## الأنشطة العلمية
انتمى إلى عدد من المجموعات البحثية من بينها:
- مجموعة البحث "الدولة والمجتمع في تونس والمغرب العربي في العهدين الحديث والمعاصر"، خلال الفترة بين 1994 و1996.
- مجموعة البحث التونسية الفرنسية حول "المصادر الشفوية والعلاقات التونسية الفرنسية بين 1945 و1962"، خلال الفترة 1995 و1998.
- وحدة البحث "التاريخ الاقتصادي والاجتماعي في تونس خلال العهدين الحديث والمعاصر"، منذ 2003.
- مجموعة البحث "عوائق الحرية في البحر الأبض المتوسط الحديث والمعاصر"، خلال الفترة 2003-2005.
- عضو المجلس العلمي لكلية الآداب والعلوم الإنسانية بسوسة بين 2011 و2014.
- نائب عميد كلية الاداب والعلوم الإنسانية بسوسة منذ أغسطس 2011.
- وقعت ترقيته إلى رتبة أستاذ تعليم عالي في 29 سبتمبر 2011 و هي أعلى رتبة جامعية في تونس.

## منشورات
بالإضافة إلى عدد من المقالات العلمية المنشورة في مجلات علمية وكتب جماعية، أصدر الكتب التالية:
- المقاومة المسلحة في تونس، ج 1 (1881-1939)، (بالاشتراك مع عميرة علية الصغير)، منشورات المعهد الأعلى لتاريخ الحركة الوطنية، تونس 1997، 201 ص.
- المقاومة المسلحة في تونس، ج 2 (1939-1956)، (بالاشتراك مع عميرة علية الصغير)، منشورات المعهد الأعلى لتاريخ الحركة الوطنية، تونس 2004.
- إستراتيجية الهيمنة : الحماية الفرنسية ومؤسسات الدولة التونسية، منشورات كلية الآداب والعلوم الإنسانية بسوسة، 2003، 413 ص.
- دولة بورقيبة 1956-1970، صفاقس 2004، 240 ص.
- الدر ومعدنه،2010
- موسم الهجرة إلى الكرامة، 2011.

## مقالات ذات صلة
- رئيس الجمهورية التونسية.
- مكتب رئيس الجمهورية التونسية.